# 墨脱悬钩子
墨脱悬钩子（学名：Rubus metoensis）是蔷薇科悬钩子属的植物，为中国的特有植物。分布在中国大陆的西藏等地，目前尚未由人工引种栽培。